# Velká cena Portugalska silničních motocyklů 2024
Velká cena Portugalska 2024 (oficiálně Grande Prémio Tissot de Portugal) byl druhý závodní víkend mistrovství světa silničních motocyklů kategorií MotoGP, Moto2 a Moto3 a zároveň první závodní víkend kategorie MotoE. Konala se 22. - 24. března na okruhu Algarve International Circuit.

## Okruh
| Algarve International Circuit | Algarve International Circuit |
| ----------------------------- | ----------------------------- |
|                               |                               |
| Délka                         | 4.592 km                      |
| Počet zatáček                 | 15                            |

## Časový harmonogram
| Datum      | Třída  | Aktivita        | Start           |
| ---------- | ------ | --------------- | --------------- |
| 22. března | MotoE  | Trénink 1       | 8:30 (15 min.)  |
| 22. března | Moto3  | Volný trénink   | 9.00 (35 min.)  |
| 22. března | Moto2  | Volný trénink   | 9:50 (40 min.)  |
| 22. března | MotoGP | Volný trénink 1 | 10:45 (45 min.) |
| 22. března | MotoE  | Trénink 2       | 12:35 (15 min.) |
| 22. března | Moto3  | Trénink 1       | 13:15 (50 min.) |
| 22. března | Moto2  | Trénink 1       | 14:05 (40 min.) |
| 22. března | MotoGP | Volný trénink 2 | 15:00 (60 min.) |
| 22. března | MotoE  | Kvalifikace 1   | 16:15 (10 min.) |
| 22. března | MotoE  | Kvalifikace 2   | 16:35 (10 min.) |
| 23. března | Moto3  | Trénink 2       | 8:40 (30 min.)  |
| 23. března | Moto2  | Trénink 2       | 9:25 (30 min.)  |
| 23. března | MotoGP | Trénink         | 10:10 (55 min.) |
| 23. března | MotoGP | Kvalifikace 1   | 10:50 (15 min.) |
| 23. března | MotoGP | Kvalifikace 2   | 11:15 (15 min.) |
| 23. března | MotoE  | Závod 1         | 12:15 (7 kol)   |
| 23. března | Moto3  | Kvalifikace 1   | 12:50 (15 min.) |
| 23. března | Moto3  | Kvalifikace 2   | 13:15 (15 min.) |
| 23. března | Moto2  | Kvalifikace 1   | 13:45 (15 min.) |
| 23. března | Moto2  | Kvalifikace 2   | 14:10 (15 min.) |
| 23. března | MotoGP | Sprint          | 15:00 (12 kol)  |
| 23. března | MotoE  | Závod 2         | 16:10 (7 kol)   |
| 24. března | MotoGP | Warm Up         | 9:40 (10 min.)  |
| 24. března | Moto3  | Závod           | 11:00 (19 kol)  |
| 24. března | Moto2  | Závod           | 12:15 (21 kol)  |
| 24. března | MotoGP | Závod           | 14:00 (25 kol)  |
| Zdroj:     |        |                 |                 |

## Startovní listina
| #      | Jezdec                  | Tým                               | Motocykl                |
| MotoGP | MotoGP                  | MotoGP                            | MotoGP                  |
| ------ | ----------------------- | --------------------------------- | ----------------------- |
| 1      | Francesco Bagnaia       | Ducati Lenovo Team                | Ducati Desmosedici GP24 |
| 5      | Johann Zarco            | Castrol Honda LCR                 | Honda RC213V            |
| 10     | Luca Marini             | Repsol Honda Team                 | Honda RC213V            |
| 12     | Maverick Vińales        | Aprilia Racing                    | Aprilia RS-GP24         |
| 20     | Fabio Quartararo        | Monster Energy Yamaha MotoGP Team | Yamaha YZR-M1           |
| 21     | Franco Morbidelli       | Prima Pramac Racing               | Ducati Desmosedici GP24 |
| 23     | Enea Bastianini         | Ducati Lenovo Team                | Ducati Desmosedici GP24 |
| 25     | Raúl Fernández          | Trackhouse Racing                 | Aprilia RS-GP23         |
| 30     | Takaaki Nakagami        | Castrol Honda LCR                 | Honda RC213V            |
| 31     | Pedro Acosta            | Red Bull GasGas Tech3             | KTM RC16                |
| 33     | Brad Binder             | Red Bull KTM Factory Racing       | KTM RC16                |
| 36     | Joan Mir                | Repsol Honda Team                 | Honda RC213V            |
| 37     | Augusto Fernández       | Red Bull GasGas Tech3             | KTM RC16                |
| 41     | Aleix Espargaró         | Aprilia Racing                    | Aprilia RS-GP24         |
| 42     | Álex Rins               | Monster Energy Yamaha MotoGP Team | Yamaha YZR-M1           |
| 43     | Jack Miller             | Red Bull KTM Factory Racing       | KTM RC16                |
| 49     | Fabio Di Giannantonio   | Pertamina Enduro VR46 Racing Team | Ducati Desmosedici GP23 |
| 72     | Marco Bezzecchi         | Pertamina Enduro VR46 Racing Team | Ducati Desmosedici GP23 |
| 73     | Álex Márquez            | Gresini Racing MotoGP             | Ducati Desmosedici GP23 |
| 88     | Miguel Oliveira         | Trackhouse Racing                 | Aprilia RS-GP24         |
| 89     | Jorge Martín            | Prima Pramac Racing               | Ducati Desmosedici GP24 |
| 93     | Marc Márquez            | Gresini Racing MotoGP             | Ducati Desmosedici GP23 |
| Moto2  |                         |                                   |                         |
| #      | Jezdec                  | Tým                               | Motocykl                |
| 3      | Sergio García           | MT Helmets - MSi                  | Boscoscuro B-24         |
| 5      | Jaume Masià             | Pertamina Mnadalika Gas Up Team   | Kalex Moto2             |
| 7      | Barry Baltus            | RW-Idrofoglia Racing GP           | Kalex Moto2             |
| 10     | Diogo Moreira           | Italtrans Racing Team             | Kalex Moto2             |
| 11     | Álex Escrig             | Klint Forward Factory Team        | Forward F2              |
| 13     | Celestino Vietti        | Red Bull KTM Ajo                  | Kalex Moto2             |
| 14     | Tony Arbolino           | Elf Marc VDS Racing Team          | Kalex Moto2             |
| 15     | Darryn Binder           | Liqui Moly Husqvarna Intact GP    | Kalex Moto2             |
| 16     | Joe Roberts             | OnlyFans American Racing Team     | Kalex Moto2             |
| 18     | Manuel González         | QJmotor Gresini Moto2             | Kalex Moto2             |
| 20     | Xavi Cardelús           | Fantic Racing                     | Kalex Moto2             |
| 21     | Alonso López            | Speed Up Racing                   | Boscoscuro B-24         |
| 22     | Ayumu Sasaki            | Yamaha VR46 Master Camp Team      | Kalex Moto2             |
| 24     | Marcos Ramírez          | OnlyFans American Racing Team     | Kalex Moto2             |
| 28     | Izan Guevara            | CFMoto Aspar Team                 | Kalex Moto2             |
| 34     | Mario Aji               | Idemitsu Honda Team Asia          | Kalex Moto2             |
| 35     | Somkiat Chantra         | Idemitsu Honda Team Asia          | Kalex Moto2             |
| 43     | Xavier Artigas          | Klint Forward Factory Team        | Forward F2              |
| 44     | Arón Canet              | Fantic Racing                     | Kalex Moto2             |
| 52     | Jeremy Alcoba           | Yamaha VR46 Master Camp Team      | Kalex Moto2             |
| 53     | Deniz Öncü              | Red Bull KTM Ajo                  | Kalex Moto2             |
| 54     | Fermín Aldeguer         | Speed Up Racing                   | Boscoscuro B-24         |
| 64     | Bo Bendsneyder          | Pertamina Mandalika Gas Up Team   | Kalex Moto2             |
| 71     | Dennis Foggia           | Italtrans Racing Team             | Kalex Moto2             |
| 75     | Albert Arenas           | QJmotor Gresini Moto2             | Kalex Moto2             |
| 79     | Ai Ogura                | MT Helmets - MSi                  | Boscoscuro B-24         |
| 81     | Senna Agius             | Liqui Moly Husqvarna Intact GP    | Kalex Moto2             |
| 84     | Zonta van den Goorbergh | RW-Idrofoglia Racing GP           | Kalex Moto2             |
| 96     | Jake Dixon              | CFMoto Aspar Team                 | Kalex Moto2             |
| Moto3  |                         |                                   |                         |
| #      | Jezdec                  | Tým                               | Motocykl                |
| 5      | Tatchakorn Buasri       | Honda Team Asia                   | Honda NSF250RW          |
| 6      | Ryusei Yamanaka         | MT Helmets -MSi                   | KTM RC250GP             |
| 7      | Filippo Farioli         | Sic58 Squadra Corse               | Honda NSF250RW          |
| 10     | Nicola Carraro          | LevelUp - MTA                     | KTM RC250GP             |
| 12     | Jacob Roulstone         | Red Bull GasGas Tech3             | Gas Gas RC250GP         |
| 18     | Matteo Bertelle         | Rivacold Snipers Team             | Honda NSF250RW          |
| 19     | Scott Ogden             | MLav Racing                       | Honda NSF250RW          |
| 21     | Vicente Pérez           | Red Bull KTM Ajo                  | KTM RC250GP             |
| 24     | Tatsuki Suzuki          | Liqui Moly Husqvarna Intact GP    | Husqvarna FR250GP       |
| 31     | Adrián Fernández        | Leopard Racing                    | Honda NSF250RW          |
| 36     | Ángel Piqueras          | Leopard Racing                    | Honda NSF250RW          |
| 48     | Iván Ortolá             | MT Helmets - MSi                  | KTM RC250GP             |
| 54     | Riccardo Rossi          | CIP Green Power                   | KTM RC250GP             |
| 55     | Noah Dettwiler          | CIP Green Power                   | KTM RC250GP             |
| 58     | Luca Lunetta            | Sic58 Squadra Corse               | Honda NSF250RW          |
| 64     | David Muńoz             | Boé Motorsports                   | KTM RC250GP             |
| 66     | Joel Kelso              | Boé Motorsports                   | KTM RC250GP             |
| 70     | Joshua Whatley          | MLav Racing                       | Honda NSF250RW          |
| 71     | Hamad Al-Sahouti        | Rivacold Snipers Team             | Honda NSF250RW          |
| 72     | Taiyo Furusato          | Honda Team Asia                   | Honda NSF250RW          |
| 78     | Joel Esteban            | CFMoto Aspar Team                 | CFMoto Moto3            |
| 80     | David Alonso            | CFMoto Aspar Team                 | CFMoto Moto3            |
| 82     | Stefano Nepa            | LevelUp - MTA                     | KTM RC250GP             |
| 95     | Collin Veijer           | Liqui Moly Husqvarna Intact GP    | Husqvarna FR250GP       |
| 96     | Daniel Holgado          | Red Bull Gas Gas Tech3            | Gas Gas RC250GP         |
| 99     | José Antonio Rueda      | Red Bull KTM Ajo                  | KTM RC250GP             |
| MotoE  |                         |                                   |                         |
| #      | Jezdec                  | Tým                               | Motocykl                |
| 3      | Lukas Tulovic           | Dynavolt Intact GP MotoE          | Ducati V21L             |
| 4      | Héctor Garzó            | Dynavolt Intact GP MotoE          | Ducati V21L             |
| 6      | Maria Herrera           | Klint Forward Factory Team        | Ducati V21L             |
| 7      | Chaz Davies             | Aruba Cloud MotoE Racing Team     | Ducati V21L             |
| 9      | Andrea Mantovani        | Klint Forward Factory Team        | Ducati V21L             |
| 11     | Matteo Ferrari          | Felo Gresini MotoE                | Ducati V21L             |
| 21     | Kevin Zannoni           | Openbank Aspar Team               | Ducati V21L             |
| 29     | Nicholas Spinelli       | Tech3 E-Racing                    | Ducati V21L             |
| 34     | Kevin Manfredi          | Ongetta Sic58 Squadra Corse       | Ducati V21L             |
| 40     | Mattia Casadei          | LCR E-Team                        | Ducati V21L             |
| 51     | Eric Granado            | LCR E-Team                        | Ducati V21L             |
| 55     | Massimo Roccoli         | Ongetta Sic58 Squadra Corse       | Ducati V21L             |
| 61     | Alessandro Zaccone      | Tech3 E-Racing                    | Ducati V21L             |
| 72     | Alessio Finello         | Felo Gresini MotoE                | Ducati V21L             |
| 77     | Miquel Pons             | Axxis – MSI                       | Ducati V21L             |
| 80     | Armando Pontone         | Aruba Cloud MotoE Racing Team     | Ducati V21L             |
| 81     | Jordi Torres            | Openbank Aspar Team               | Ducati V21L             |
| 99     | Oscar Gutiérrez         | Axxis – MSI                       | Ducati V21L             |

## MotoGP

### Kvalifikace
| *                                                 | *                                                      | *                                                 |
| _______1_______ Enea Bastianini Ducati 1:37.706   |                                                        |                                                   |
|                                                   | _______2_______ Maverick Viňales Aprilia 1:37.788      |                                                   |
|                                                   |                                                        | _______3_______ Jorge Martín Ducati 1:37.812      |
| _______4_______ Francesco Bagnaia Ducati 1:37.922 |                                                        |                                                   |
|                                                   | _______5_______ Jack Miller KTM 1:38.032               |                                                   |
|                                                   |                                                        | _______6_______ Marco Bezzecchi Ducati 1:38.072   |
| _______7_______ Pedro Acosta KTM 1:38.138         |                                                        |                                                   |
|                                                   | _______8_______ Marc Márquez Ducati 1:38.147           |                                                   |
|                                                   |                                                        | _______9_______ Fabio Quartararo Yamaha 1:38.322  |
| _______10_______ Brad Binder KTM 1:38.412         |                                                        |                                                   |
|                                                   | _______11_______ Álex Rins Yamaha 1:38.502             |                                                   |
|                                                   |                                                        | _______12_______ Álex Márquez Ducati 1:38.060     |
| _______13_______ Aleix Espargaró Aprilia 1:38.279 |                                                        |                                                   |
|                                                   | _______14_______ Fabio Di Giannantonio Ducati 1:38.309 |                                                   |
|                                                   |                                                        | _______15_______ Miguel Oliveira Aprilia 1:38.385 |
| _______16_______ Raúl Fernández Aprilia 1:38.448  |                                                        |                                                   |
|                                                   | _______17_______ Franco Morbidelli Ducati 1:38.454     |                                                   |
|                                                   |                                                        | _______18_______ Augusto Fernández KTM 1:38.934   |
| _______19_______ Johann Zarco Honda 1:39.004      |                                                        |                                                   |
|                                                   | _______20_______ Joan Mir Honda 1:39.025               |                                                   |
|                                                   |                                                        | _______21_______ Takaaki Nakagami Honda 1:39.058  |
| _______22_______ Luca Marini Honda 1:39.451       |                                                        |                                                   |
| ------------------------------------------------- | ------------------------------------------------------ | ------------------------------------------------- |

Zdroj

### Sprint
| Pozice | Jezdec                | Motocykl | Kola | Čas               | Body |
| ------ | --------------------- | -------- | ---- | ----------------- | ---- |
| 1      | Maverick Vińales      | Aprilia  | 12   | 19:49.636         | 12   |
| 2      | Marc Márquez          | Ducati   | 12   | +1.039            | 9    |
| 3      | Jorge Martín          | Ducati   | 12   | +1.122            | 7    |
| 4      | Francesco Bagnaia     | Ducati   | 12   | +4.155            | 6    |
| 5      | Jack Miller           | KTM      | 12   | +4.329            | 5    |
| 6      | Enea Bastianini       | Ducati   | 12   | +4.384            | 4    |
| 7      | Pedro Acosta          | KTM      | 12   | +5.088            | 3    |
| 8      | Aleix Espargaró       | Aprilia  | 12   | +6.161            | 2    |
| 9      | Fabio Quartararo      | Yamaha   | 12   | +7.501            | 1    |
| 10     | Raúl Fernández        | Aprilia  | 12   | +8.484            |      |
| 11     | Marco Bezzecchi       | Ducati   | 12   | +9.529            |      |
| 12     | Miguel Oliveira       | Aprilia  | 12   | +10.519           |      |
| 13     | Álex Márquez          | Ducati   | 12   | +11.458           |      |
| 14     | Joan Mir              | Honda    | 12   | +14.035           |      |
| 15     | Augusto Fernández     | KTM      | 12   | +14.853           |      |
| 16     | Franco Morbidelli     | Ducati   | 12   | +16.049           |      |
| 17     | Takaaki Nakagami      | Honda    | 12   | +16.398           |      |
| 18     | Luca Marini           | Honda    | 12   | +24.907           |      |
| DNF    | Johann Zarco          | Honda    | 5    | Technický problém |      |
| DNF    | Brad Binder           | KTM      | 3    | Pád               |      |
| DNF    | Fabio Di Giannantonio | Ducati   | 3    | Pád               |      |
| DNF    | Álex Rins             | Yamaha   | 2    | Pád               |      |
| Zdroj  |                       |          |      |                   |      |

### Závod
| Pozice | Jezdec                | Motocykl | Kola | Čas               | Body |
| ------ | --------------------- | -------- | ---- | ----------------- | ---- |
| 1      | Jorge Martín          | Ducati   | 25   | 41:18.138         | 25   |
| 2      | Enea Bastianini       | Ducati   | 25   | +0.882            | 20   |
| 3      | Pedro Acosta          | KTM      | 25   | +5.362            | 16   |
| 4      | Brad Binder           | KTM      | 25   | +11.129           | 13   |
| 5      | Jack Miller           | KTM      | 25   | +16.437           | 11   |
| 6      | Marco Bezzecchi       | Ducati   | 25   | +19.403           | 10   |
| 7      | Fabio Quartararo      | Yamaha   | 25   | +20.130           | 9    |
| 8      | Aleix Espargaró       | Aprilia  | 25   | +21.549           | 8    |
| 9      | Miguel Oliveira       | Aprilia  | 25   | +23.929           | 7    |
| 10     | Fabio Di Giannantonio | Ducati   | 25   | +28.195           | 6    |
| 11     | Augusto Fernández     | KTM      | 25   | +28.244           | 5    |
| 12     | Joan Mir              | Honda    | 25   | +29.271           | 4    |
| 13     | Álex Rins             | Yamaha   | 25   | +31.334           | 3    |
| 14     | Takaaki Nakagami      | Honda    | 25   | +34.932           | 2    |
| 15     | Johann Zarco          | Honda    | 25   | +38.267           | 1    |
| 16     | Marc Márquez          | Ducati   | 25   | +40.174           |      |
| 17     | Luca Marini           | Honda    | 25   | +40.775           |      |
| 18     | Franco Morbidelli     | Ducati   | 25   | +52.362           |      |
| DNF    | Maverick Vińales      | Aprilia  | 24   | Pád               |      |
| DNF    | Francesco Bagnaia     | Ducati   | 23   | Technický problém |      |
| DNF    | Álex Márquez          | Ducati   | 17   | Technický problém |      |
| DNF    | Raúl Fernández        | Aprilia  | 3    | Pád               |      |
| Zdroj  |                       |          |      |                   |      |

## Moto2

### Kvalifikace
| *                                                       | *                                                   | *                                              |
| _______1_______ Manuel González Kalex 1:41.514          |                                                     |                                                |
|                                                         | _______2_______ Fermín Aldeguer Boscoscuro 1:41.648 |                                                |
|                                                         |                                                     | _______3_______ Arón Canet Kalex 1:41.713      |
| _______4_______ Alonso López Boscoscuro 1:41.939        |                                                     |                                                |
|                                                         | _______5_______ Joe Roberts Kalex 1:42.031          |                                                |
|                                                         |                                                     | _______6_______ Albert Arenas Kalex 1:42.070   |
| _______7_______ Ai Ogura Boscoscuro 1:42.143            |                                                     |                                                |
|                                                         | _______8_______ Sergio García Boscoscuro 1:42.159   |                                                |
|                                                         |                                                     | _______9_______ Somkiat Chantra Kalex 1:42.174 |
| _______10_______ Jeremy Alcoba Kalex 1:42.180           |                                                     |                                                |
|                                                         | _______11_______ Marcos Ramírez Kalex 1:42.188      |                                                |
|                                                         |                                                     | _______12_______ Tony Arbolino Kalex 1:42.188  |
| _______13_______ Senna Agius Kalex 1:42.191             |                                                     |                                                |
|                                                         | _______14_______ Celestino Vietti Kalex 1:42.241    |                                                |
|                                                         |                                                     | _______15_______ Dennis Foggia Kalex 1:42.320  |
| _______16_______ Barry Baltus Kalex 1:42.363            |                                                     |                                                |
|                                                         | _______17_______ Diogo Moreira Kalex 1:42.436       |                                                |
|                                                         |                                                     | _______18_______ Bo Bendsneyder Kalex 1:42.508 |
| _______19_______ Zonta van den Goorbergh Kalex 1:42.531 |                                                     |                                                |
|                                                         | _______20_______ Darryn Binder Kalex 1:42.676       |                                                |
|                                                         |                                                     | _______21_______ Ayumu Sasaki Kalex 1:42.710   |
| _______22_______ Izan Guevara Kalex 1:43.109            |                                                     |                                                |
|                                                         | _______23_______ Jaume Masià Kalex 1:43.272         |                                                |
|                                                         |                                                     | _______24_______ Álex Escrig Forward 1:43.518  |
| _______25_______ Deniz Öncü Kalex 1:43.626              |                                                     |                                                |
|                                                         | _______26_______ Xavi Cardelús Kalex 1:43.852       |                                                |
|                                                         |                                                     | _______27_______ Mario Aji Kalex 1:44.068      |
| ------------------------------------------------------- | --------------------------------------------------- | ---------------------------------------------- |

Zdroj:

### Závod
| Pozice | Jezdec                  | Motocykl   | Kola | Čas       | Body |
| ------ | ----------------------- | ---------- | ---- | --------- | ---- |
| 1      | Arón Canet              | Kalex      | 21   | 36:03.959 | 25   |
| 2      | Joe Roberts             | Kalex      | 21   | +2.059    | 20   |
| 3      | Manuel González         | Kalex      | 21   | +2.610    | 16   |
| 4      | Fermín Aldeguer         | Boscoscuro | 21   | +3.212    | 13   |
| 5      | Ai Ogura                | Boscoscuro | 21   | +3.728    | 11   |
| 6      | Sergio García           | Boscoscuro | 21   | +6.716    | 10   |
| 7      | Celestino Vietti        | Kalex      | 21   | +7.288    | 9    |
| 8      | Albert Arenas           | Kalex      | 21   | +7.663    | 8    |
| 9      | Marcos Ramírez          | Kalex      | 21   | +7.758    | 7    |
| 10     | Somkiat Chantra         | Kalex      | 21   | +8.728    | 6    |
| 11     | Jeremy Alcoba           | Kalex      | 21   | +8.913    | 5    |
| 12     | Tony Arbolino           | Kalex      | 21   | +10.072   | 4    |
| 13     | Barry Baltus            | Kalex      | 21   | +10.707   | 3    |
| 14     | Senna Agius             | Kalex      | 21   | +16.739   | 2    |
| 15     | Darryn Binder           | Kalex      | 21   | +17.945   | 1    |
| 16     | Bo Bendsneyder          | Kalex      | 21   | +18.071   |      |
| 17     | Dennis Foggia           | Kalex      | 21   | +21.666   |      |
| 18     | Diogo Moreira           | Kalex      | 21   | +21.891   |      |
| 19     | Zonta van den Goorbergh | Kalex      | 21   | +23.387   |      |
| 20     | Deniz Öncü              | Kalex      | 21   | +26.523   |      |
| 21     | Jaume Masià             | Kalex      | 21   | +33.994   |      |
| 22     | Izan Guevara            | Kalex      | 21   | +41.234   |      |
| 23     | Mario Aji               | Kalex      | 21   | +41.336   |      |
| 24     | Álex Escrig             | Forward    | 21   | +55.477   |      |
| 25     | Alonso López            | Boscoscuro | 20   | +1 kolo   |      |
| DNF    | Ayumu Sasaki            | Kalex      | 15   | Pád       |      |
| DNF    | Xavi Cardelús           | Kalex      | 9    | Pád       |      |
| Zdroj  |                         |            |      |           |      |

## Moto3

### Kvalifikace
| *                                               | *                                                  | *                                                |
| _______1_______ José Antonio Rueda KTM 1:46.379 |                                                    |                                                  |
|                                                 | _______2_______ Joel Kelso KTM 1:46.438            |                                                  |
|                                                 |                                                    | _______3_______ David Alonso CFMoto 1:46.497     |
| _______4_______ Daniel Holgado Gas Gas 1:46.547 |                                                    |                                                  |
|                                                 | _______5_______ Riccardo Rossi KTM 1:46.817        |                                                  |
|                                                 |                                                    | _______6_______ Collin Veijer Husqvarna 1:46.874 |
| _______7_______ Iván Ortolá KTM 1:46.949        |                                                    |                                                  |
|                                                 | _______8_______ Filippo Fariolli Honda 1:47.030    |                                                  |
|                                                 |                                                    | _______9_______ Scott Ogden Honda 1:47.173       |
| _______10_______ Stefano Nepa KTM 1:47.207      |                                                    |                                                  |
|                                                 | _______11_______ Joel Esteban CFMoto 1:47.336      |                                                  |
|                                                 |                                                    | _______12_______ Matteo Bertelle Honda 1:47.366  |
| _______13_______ David Muňoz KTM 1:47.394       |                                                    |                                                  |
|                                                 | _______14_______ Jacob Roulstone Gas Gas 1:47.463  |                                                  |
|                                                 |                                                    | _______15_______ Adrián Fernández Honda 1:47.500 |
| _______16_______ Nicolo Carraro KTM 1:47.694    |                                                    |                                                  |
|                                                 | _______17_______ Ryusei Yamanaka KTM 1:47.871      |                                                  |
|                                                 |                                                    | _______18_______ Vicente Pérez KTM 1:47.999      |
| _______19_______ Ángel Piqueras Honda 1:48.359  |                                                    |                                                  |
|                                                 | _______20_______ Tatsuki Suzuki Husqvarna 1:48.381 |                                                  |
|                                                 |                                                    | _______21_______ Taiyo Furusato Honda 1:48.439   |
| _______22_______ Joshua Whatley Honda 1:48.498  |                                                    |                                                  |
|                                                 | _______23_______ Tatchakorn Buasri Honda 1:50.313  |                                                  |
|                                                 |                                                    | _______24_______ Hamad Al-Sahouti Honda 1:51.625 |
| _______25_______ Luca Lunetta Honda 1:48.408    |                                                    |                                                  |
|                                                 | _______26_______ Noah Dettwiler KTM 1:48.990       |                                                  |
| ----------------------------------------------- | -------------------------------------------------- | ------------------------------------------------ |

Zdroj:

### Závod
| Pozice | Jezdec             | Motocykl  | Kola | Čas             | Body |
| ------ | ------------------ | --------- | ---- | --------------- | ---- |
| 1      | Daniel Holgado     | Gas Gas   | 19   | 34:09.038       | 25   |
| 2      | José Antonio Rueda | KTM       | 19   | +0.044          | 20   |
| 3      | Iván Ortolá        | KTM       | 19   | +0.820          | 16   |
| 4      | David Alonso       | CFMoto    | 19   | +2.218          | 13   |
| 5      | Joel Kelso         | KTM       | 19   | +2.246          | 11   |
| 6      | Collin Veijer      | Husqvarna | 19   | +2.263          | 10   |
| 7      | Stefano Nepa       | KTM       | 19   | +4.499          | 9    |
| 8      | Joel Esteban       | CFMoto    | 19   | +5.430          | 8    |
| 9      | David Muńoz        | KTM       | 19   | +16.018         | 7    |
| 10     | Adrián Fernández   | Honda     | 19   | +16.143         | 6    |
| 11     | Jacob Roulstone    | Gas Gas   | 19   | +16.213         | 5    |
| 12     | Tatsuki Suzuki     | Husqvarna | 19   | +20.682         | 4    |
| 13     | Vicente Pérez      | KTM       | 19   | +20.776         | 3    |
| 14     | Scott Ogden        | Honda     | 19   | +21.163         | 2    |
| 15     | Nicola Carraro     | KTM       | 19   | +21.172         | 1    |
| 16     | Filippo Farioli    | Honda     | 19   | +23.285         |      |
| 17     | Taiyo Furusato     | Honda     | 19   | +32.751         |      |
| 18     | Joshua Whatley     | Honda     | 19   | +38.600         |      |
| 19     | Noah Dettwiler     | KTM       | 19   | +42.061         |      |
| 20     | Tatchakorn Buasri  | Honda     | 19   | +53.651         |      |
| 21     | Hamad Al-Sahouti   | Honda     | 19   | +1:10.193       |      |
| 22     | Luca Lunetta       | Honda     | 19   | +1:25.798       |      |
| DNF    | Riccardo Rossi     | KTM       | 14   | Pád             |      |
| DNF    | Ryusei Yamanaka    | KTM       | 0    | Pád             |      |
| DNF    | Ángel Piqueras     | Honda     | 0    | Pád             |      |
| DSQ    | Matteo Bertelle    | Honda     | 19   | Diskvalifikován |      |
| Zdroj  |                    |           |      |                 |      |

## MotoE

### Kvalifikace
Startovní rošt byl stejný pro oba závody.
| *                                                 | *                                                  | *                                                |
| _______1_______ Eric Granado Ducati 1:46.470      |                                                    |                                                  |
|                                                   | _______2_______ Nicholas Spinelli Ducati 1:46.537  |                                                  |
|                                                   |                                                    | _______3_______ Mattia Casadei Ducati 1:46.586   |
| _______4_______ Héctor Garzó Ducati 1:46.763      |                                                    |                                                  |
|                                                   | _______5_______ Alessandro Zaccone Ducati 1:46.775 |                                                  |
|                                                   |                                                    | _______6_______ Oscar Gutiérrez Ducati 1:46.790  |
| _______7_______ Jordi Torres Ducati 1:47.033      |                                                    |                                                  |
|                                                   | _______8_______ Lukas Tulovic Ducati 1:47.209      |                                                  |
|                                                   |                                                    | _______9_______ Kevin Zannoni Ducati 1:47.407    |
| _______10_______ Miquel Pons Ducati 1:47.429      |                                                    |                                                  |
|                                                   | _______11_______ Matteo Ferrari Ducati 1:47.620    |                                                  |
|                                                   |                                                    | _______12_______ Massimo Roccoli Ducati 1:47.973 |
| _______13_______ Andrea Mantovani Ducati 1:4á.123 |                                                    |                                                  |
|                                                   | _______14_______ Alessio Finello Ducati 1:48.249   |                                                  |
|                                                   |                                                    | _______15_______ Kevin Manfredi Ducati 1:48.647  |
| _______16_______ Chaz Davies Ducati 1:49.023      |                                                    |                                                  |
|                                                   | _______17_______ Armando Pontone Ducati 1:49.469   |                                                  |
|                                                   |                                                    | _______18_______ Maria Herrera Ducati 1:50.191   |
| ------------------------------------------------- | -------------------------------------------------- | ------------------------------------------------ |

Zdroj:

### 1. závod
| Pozice | Jezdec             | Kola | Čas       | Body |
| ------ | ------------------ | ---- | --------- | ---- |
| 1      | Nicholas Spinelli  | 7    | 12:32.726 | 25   |
| 2      | Héctor Garzó       | 7    | +0.148    | 20   |
| 4      | Lukas Tulovic      | 7    | +0.252    | 16   |
| 3      | Mattia Casadei     | 7    | +3.403    | 13   |
| 5      | Kevin Zannoni      | 7    | +5.150    | 11   |
| 6      | Massimo Roccoli    | 7    | +6.132    | 10   |
| 7      | Andrea Mantovani   | 7    | +7.779    | 9    |
| 8      | Kevin Manfredi     | 7    | +15.779   | 8    |
| 9      | Chaz Davies        | 7    | +15.837   | 7    |
| 10     | Armando Pontone    | 7    | +16.277   | 6    |
| 11     | Maria Herrera      | 7    | +24.595   | 5    |
| 12     | Matteo Ferrari     | 7    | +1:24.770 | 4    |
| 13     | Alessio Finello    | 7    | +1:34.476 | 3    |
| DNF    | Alessandro Zaccone | 5    | Pád       |      |
| DNF    | Jordi Torres       | 5    | Pád       |      |
| DNF    | Miquel Pons        | 5    | Pád       |      |
| DNF    | Oscar Gutiérrez    | 4    | Pád       |      |
| DNF    | Eric Granado       | 1    | Pád       |      |
| Zdroj  |                    |      |           |      |

### 2. závod
| Pozice | Jezdec             | Kola | Čas       | Body |
| ------ | ------------------ | ---- | --------- | ---- |
| 1      | Mattia Casadei     | 7    | 12:31.599 | 25   |
| 2      | Héctor Garzó       | 7    | +0.066    | 20   |
| 3      | Oscar Gutiérrez    | 7    | +0.198    | 16   |
| 4      | Eric Granado       | 7    | +0.597    | 13   |
| 5      | Jordi Torres       | 7    | +0.965    | 11   |
| 6      | Lukas Tulovic      | 7    | +1.251    | 10   |
| 7      | Kevin Zannoni      | 7    | +1.343    | 9    |
| 8      | Matteo Ferrari     | 7    | +1.651    | 8    |
| 9      | Andrea Mantovani   | 7    | +3.330    | 7    |
| 10     | Massimo Roccoli    | 7    | +3.933    | 6    |
| 11     | Miquel Pons        | 7    | +4.012    | 5    |
| 12     | Alessandro Zaccone | 7    | +4.061    | 4    |
| 13     | Alessio Finello    | 7    | +13.066   | 3    |
| 14     | Kevin Manfredi     | 7    | +13.445   | 2    |
| 15     | Chaz Davies        | 7    | +15.782   | 1    |
| 16     | Armando Pontone    | 7    | +15.785   |      |
| 17     | Maria Herrera      | 7    | +20.843   |      |
| DNF    | Nicholas Spinelli  | 2    | Pád       |      |
| Zdroj  |                    |      |           |      |

| Předchozí Velká cena: Velká cena Kataru 2024  | Mistrovství světa silničních motocyklů 2024 | Následující Velká cena: Velká cena Amerik 2024  |
| Předchozí ročník: Velká cena Portugalska 2023 | Velká cena Portugalska                      | Následující ročník: Velká cena Portugalska 2025 |